# Ölsjön, Södermanland
Ölsjön är en sjö i Eskilstuna kommun i Södermanland och ingår i Norrströms huvudavrinningsområde. Sjön har en area på 0,0375 kvadratkilometer och ligger 41,6 meter över havet.

## Delavrinningsområde
Ölsjön ingår i det delavrinningsområde (657315-153153) som SMHI kallar för Utloppet av Nordösundet. Medelhöjden är 38 meter över havet och ytan är 36,99 kvadratkilometer. Räknas de 220 avrinningsområdena uppströms in blir den ackumulerade arean 4 010,98 kvadratkilometer. Avrinningsområdets utflöde Norrström (Eskilstunaån) mynnar i havet. Avrinningsområdet består mestadels av skog (58 procent), öppen mark (13 procent) och jordbruk (21 procent). Avrinningsområdet har 2,18 kvadratkilometer vattenytor vilket ger det en sjöprocent på 6,6 procent.